# Andreas Stihl
Andreas Stihl (Zürich, 10. studenog 1896. – Remshalden, 14. siječnja 1973.), njemačko-švicarski inženjer, izumitelj i poduzetnik, poznat kao osnivač tvrtke za proizodnju šumarske opreme Stihl.
Rođen je 1896. u Zürichu, gdje je pohađao pučku školu. Više razrede osnovne škole završava u Njemačkoj, u Singenu, a gimnaziju završava u Düsseldorfu. Mehaniku i tehničke znanosti studirao je pri Tehničkom učilištu u Eisenachu u Tiringiji. Zajedno s Carlom Holom osniva ured, u kojem između 1923. i 1926. projektira parne strojeve.
Godine 1926. u Stuttgartu osniva tvrtku Stihl, u kojoj tijekom 1930-ih razvija motorne pile i ostali električnu šumarsku opremu. Bio je član NSDAP-a te primio časnički čin Hauptsturmführer, koji mu je oduzet tijekom denacifikacije. Nakon toga nije više bio politički aktivan.
Do 1949. u njegovoj je tvrtci radilo 200 zaposlenika i ostvarivala je prosječnu godišnju dobit o 3 milijuna eura. Nakon njegove smrti, kćer Eva i sin Hans Peter naslijedili su tvrtku.